# Kist (Familienname)
Kist bezeichnet einen durchschnittlich häufig vorkommenden deutschen Familiennamen.

## Herkunft
Der Duden nennt drei mögliche Erklärungen für die Entstehung des Namens:
1. Aus Kirst, einer niederdeutschen Form von Christian, durch Ausfall des r vor s entstandener Familienname.
2. Berufsübername zu mhd. kiste für Kiste, Kasten, besonders zur Aufbewahrung der Kleidung für den Kistler (Tischler).
3. Herkunftsname zu dem Ortsnamen Kist (Unterfranken).

## Varianten
- Kister
- Kistler
- Kistner
- Kirst
- Kirste
- Kirsten
- Krist
- Crist
- Christ

## Namensträger
- Agostinho Willy Kist (1925–2002), brasilianischer Ordensgeistlicher, Bischof von Diamantino
- Alfons Kist (1913–1986), deutscher Volkswirt, Verwaltungsbeamter und Politiker (CDU)
- Barbara Kist († 1995), deutsche Schlagersängerin
- César Kist (* 1964), brasilianischer Tennisspieler
- Christian Kist (* 1986), niederländischer Dartspieler
- Johannes Kist (1901–1972), deutscher Theologe, Kirchenhistoriker und Hochschullehrer (Professor an der Philosophisch-Theologischen Hochschule in Bamberg)[3]
- Kees Kist (* 1952), niederländischer Fußballspieler
- Nicolaas Christiaan Kist (1793–1859), niederländischer reformierter Theologe und Kirchenhistoriker